# 게오르크 스테르진스키
게오르크 막시밀리안 스테르진스키(독일어: Georg Maximilian Sterzinsky, 1936년 2월 9일 ~ 2011년 6월 30일)는 독일 가톨릭교회의 추기경이자 베를린 대교구장이다.

## 젊은 시절
게오르크 스테르진스키는 1936년 2월 9일 당시 동프로이센 지역(현재 폴란드 영토에 속하는 지역) 올슈틴에서 태어났다. 어린 나이에 어머니를 여의고, 제2차 세계 대전의 종전 후 가족과 함께 추방당하여 튀링겐으로 이주하였다. 그의 고향 바미아는 오늘날 폴란드의 영토이다.

## 사제와 주교
스테르진스키는 1960년에 사제 수품을 받았다. 15년 동안 본당 사목을 한 그는 1981년 베를린의 주교 대리 법무관이 되었다. 1989년 그는 베를린 교구장에 서임되었으며, 1994년 베를린 교구가 대교구로 승격됨에 따라 그의 지위도 주교에서 대주교로 승품되었다.

## 추기경

게오르그 스테르진스키 추기경의 문장

스테르진스키는 1991년 6월 28일 교황 요한 바오로 2세에 의해 산 주세페 알아우렐리오 성당의 사제급 추기경에 서임되었다. 교황 요한 바오로 2세의 선종 후 열린 2005년 콘클라베에 참석하기도 하였다.
2004년 11월 스테르진스키 추기경은 동성 결혼에 대한 생각을 비판하였다. 미사 중 강론 시간에서 그는 가톨릭 신자들이 ‘하느님의 뜻을 거스르는’ 동성 혼인법에 반대하며 저항해야 한다고 말하였다.
2011년 2월 24일 교회법에 따라 교구장 정년인 76세가 되자 교구장 은퇴 의사를 밝혔으며, 교황 베네딕토 16세는 그의 은퇴 요청을 수락하였다. 2011년 5월 스테르진스키 추기경은 폐렴이 악화되어 병원에 입원하였다. 2011년 8월에는 병세가 더욱 악화되어 재활치료소에 입원하였다. 그가 베를린 대교구장에서 은퇴한 후, 보좌주교 마티아스 하인리히가 새로운 대교구장이 임명될 때까지 임시로 베를린 대교구를 이끌었다. 2011년 6월 30일 스테르진스키 추기경은 아침이 밝아오자 곧바로 선종하였다. 향년 76세
스테르진스키 추기경이 선종한 후에도 후임 대교구장이 지명되지 않았기 때문에 베를린 대교구장 자리는 한동안 공석 상태에 머물렀다. 스테르진스키 추기경이 선종한 지 이틀이 지난 후인 2011년 7월 2일 교황 베네딕토 16세는 라이너 마리아 뵐키를 새 베를린 대교구장에 임명하였다.